# هارالدور سيغوردسون
هارالدور سيغوردسون (من مواليد 31 مايو 1939) هو عالم براكين آيسلندي وكيميائي الأرض.
درس سيغوروسون الجيولوجيا والكيمياء الجيولوجية في المملكة المتحدة، حيث حصل على درجة بكالوريوس العلوم (BSc) من جامعة الملكة، بلفاست ، وتلاه الدكتوراه من جامعة دورهام في عام 1970.